# Coquillettidia nigritarsis
Coquillettidia nigritarsis är en tvåvingeart som först beskrevs av Wolfs. 1958.  Coquillettidia nigritarsis ingår i släktet Coquillettidia och familjen stickmyggor. Inga underarter finns listade i Catalogue of Life.